# Elseya branderhorsti
Elseya branderhorsti is een schildpad uit de familie slangenhalsschildpadden (Chelidae). De schildpad werd voor het eerst wetenschappelijk beschreven door Peter A. Ouwens in 1914.

## Naam en indeling
De wetenschappelijke naam van de soort werd voor het eerst voorgesteld door Peter A. Ouwens in 1914. Oorspronkelijk werd de wetenschappelijke naam Emydura branderhorsti gebruikt. De soort behoorde lange tijd tot het geslacht Emydura, waardoor de verouderde wetenschappelijke naam in de literatuur wordt gebruikt. De soortaanduiding branderhorsti is een eerbetoon aan de Nederlandse militair Bastiaan Branderhorst (1880 - onbekend). Door sommige experts wordt deze soort niet erkend.

## Uiterlijke kenmerken
De schildpad wordt relatief groot en kan een schildlengte bereiken van ongeveer vijftig centimeter. De schildkleur is bruin tot beige met een donkere omranding van het schild. Het buikschild heeft een witte kleur. De schildpad heeft een zwarte iris en een afstekende witte vlek achter het oog. Onder de kin zijn twee paar baarddraden aanwezig. Aan de nek zijn vrij grote stekelachtige bultjes gelegen.
Jongere dieren hebben een bijna cirkelrond rugschild met kleine stekelachtige bultjes, oudere exemplaren hebben een langwerpig schild waarbij de stekeltjes zijn verdwenen.

## Levenswijze
Over de levenswijze is weinig bekend. De schildpad staat bekend als erg vreedzaam en bijt zelden bij verstoring. De vrouwtjes zetten ovale, witte eieren af in de bodem die een lengte hebben van 55 millimeter en 33 mm breed zijn.

## Verspreiding en habitat
Elseya branderhorsti komt voor in delen van Azië en leeft endemisch in Papoea-Nieuw-Guinea. De habitat bestaat uit langzaam stromende, beschaduwde wateren zoals moerassen in laaggelegen gebieden en kleine rivieren.

## Beschermingsstatus
Door de internationale natuurbeschermingsorganisatie IUCN is de beschermingsstatus 'kwetsbaar' toegewezen (Vulnerable of VU). Een belangrijke bedreiging van de soort is de handel in exotische dieren, waar de schildpad regelmatig wordt aangeboden.